# Mico acariensis
Mico acariensis is een zoogdier uit de familie van de klauwaapjes (Callitrichidae). De wetenschappelijke naam van de soort werd voor het eerst geldig gepubliceerd door M. van Roosmalen, T. van Roosmalen, R.A. Mittermeier & Rylands in 2000.

## Voorkomen
De soort komt voor in Brazilië.